# Tropidozineus rotundicollis
Tropidozineus rotundicollis là một loài bọ cánh cứng trong họ Cerambycidae.